# 4113-as mellékút (Magyarország)
A 4113-as mellékút egy közel 55 kilométeres hosszúságú, négy számjegyű mellékút Szabolcs-Szatmár-Bereg vármegye északkeleti részén: Mándoktól húzódik Lónya és Gergelyiugornya érintésével egészen Tarpáig, ezáltal a beregi térség legfontosabb összekötő útjai közé tartozik.

## Nyomvonala
Mándok lakott területének szélétől pár száz méterre keletre ágazik ki a 4115-ös útból, annak a 14+900-as kilométerszelvénye táján, kelet felé. Az 1+350-es kilométerszelvénye közelében elhalad Mándok, Eperjeske és Tiszamogyorós hármashatára mellett, de eperjeskei területeket ezt leszámítva egyáltalán nem érint, pár lépéssel ezután már az utóbbi község belterületének nyugati részei között halad, Szabadság utca néven. A központban a Kossuth utca nevet veszi fel, a délkeleti falurészben pedig Dózsa utca a neve, így hagyja maga mögött a település utolsó házait, körülbelül 2,8 kilométer után.
Kevéssel a negyedik kilométere előtt éri el az út a Tisza partját, a folyót korábban egy időben pontonhíddal, majd sokáig komppal szelte át; 2020 óta napirenden van erre a helyre egy új híd tervezése és megépítése is. A folyó sodorvonalától az út nyomvonala már Lónya határai között folytatódik, és nagyjából 4,3 kilométer után el is éri e települést, melynek házai között előbb a Tisza utca nevet veszi fel. Az 5+350-es kilométerszelvényénél egy közel derékszögű irányváltással délkelet felé fordul, ugyanott kiágazik belőle északnyugatnak a 41 109-es számú mellékút, mely a település északi részébe, Kislónyára vezet. Folytatása a Kossuth Lajos utca nevet viseli, majd Nagylónya településrész déli felében újabb elágazása jön: ott a 41 111-es számú mellékút ágazik ki belőle a község határátkelőhelye irányába. A belterület déli részén a Rózsa út nevet viseli, így lép ki Lőnya házai közül, 7,3 kilométer után.
9,6 kilométer után szeli át Mátyus északi határszélét, és kevéssel azután már e község belterületén húzódik, Dózsa György utca néven. E falu központjában több irányváltása is van, s minden komolyabb irányváltásánál változik a neve is: ennek megfelelően előbb a Petőfi Sándor utca, majd a Kossuth Lajos utca, ezután pedig a Rákóczi Ferenc utca nevet viseli. 11,5 kilométer megtétele után hagyja maga mögött a lakott terület déli szélét, 12,4 kilométer után pedig átlép Tiszakerecseny területére. Kevéssel a 14. kilométere előtt lép be e község házai közé, ahol előbb Petőfi utca, majd keletnek fordulva Árpád utca néven húzódik, a keleti faluszélen pedig újból délnek fordul és úgy lép ki a lakott területek közül, körülbelül 16,3 kilométer megtételét követően.
Tiszaadony a következő települése, melynek északi határát 17,8 kilométer után éri el, a 19+550-es kilométerszelvénye közelében pedig egy elágazáshoz ér, kelet felé a 4121-es út ágazik ki belőle Barabás irányába; ugyanott nyugatnak fordul és úgy halad a belterület keleti széléig. Az első tisszaadonyi házakat nagyjából 20,8 kilométer után éri el, ott kissé délebbnek fordul és Kossuth Lajos utca néven folytatódik a falu központjáig, ahol újabb elágazáshoz ér. Ott, a 21+900-as kilométerszelvénye közelében, délnyugat felől a 4109-es út torkollik bele, a 4113-as pedig dél-délkeleti irányba kanyarodik és Rákóczi Ferenc utca lesz a neve. Így lép ki a belterületről, körülbelül 22,5 kilométer megtételét követően.
23,3 kilométer után már Tiszavid határai között jár, e községet 25,6 kilométer után éri el, s a belterületen – egy, a központban tett, közel derékszögű irányváltása ellenére – végig József Attila utca a települési neve. 26,7 kilométer után éri el Tiszaszalka határát és egyben a belterületének nyugati szélét – a két község itt szinte összeér –, ebben a faluban a központig Petőfi Sándor, onnan keletebbre Bajcsy-Zsilinszky Endre nevét viseli. 28,6 kilométer után hagyja maga mögött a helység legkeletibb házait, de még ott is tiszaszalkai határok között fut, ahol, a 30+200-as kilomtéerszelvénye közelében újabb elágazáshoz ér: a 4122-es út ágazik ki belőle keleti irányban, Beregdaróc felé.
33,4 kilométer után szeli át az útjába eső egyetlen nagyobb város, Vásárosnamény határát, de annak központját nem érinti, csak Gergelyiugornya városrészen halad át. Helyi neve előbb Munkácsi út, majd Beregszászi út, így éri el, 37,8 kilométer után a 41-es főutat, amelyet körforgalmú csomóponttal keresztez (a főút itt kevéssel az 54. kilométere előtt jár). Gulácsi út néven folytatódik, úgy is lép ki a 39. kilométere közelében a város lakott területéről, s mintegy 39,6 kilométer után annak határai közül is.
Kicsivel a 40. kilométere után ér Jánd lakott területére, ott előbb Jókai Mór utca, majd Rákóczi Ferenc utca a települési neve. Jánd után hosszabb külterületi szakasza következik, ahol Hetefejércse határszélét is érinti, s már 48,5 kilométer megtételén is túl jár, amikor eléri Gulács első házait, a Tisza utca nevet felvéve. A központban, a 49+650-es kilométerszelvénye közelében kiágazik belőle kelet felé a 4126-os út, onnét a község széléig, északkeleti irányba fordulva a Rákóczi utca nevet viseli. 50,5 kilométer után lép ki e településről, és szinte azonnal át is ér az útjába eső utolsó helység, Tarpa határai közé. 52,5 kilométer után beletorkollik északról (Gelénes-Hetefejércse felől) a 4125-ös út, az 54. kilométere táján pedig eléri Tarpa első házait, melyek között Esze Tamás nevét veszi fel. Így is ér véget, beletorkollva a 4127-es útba, annak majdnem pontosan a 11. kilométerénél.
Teljes hossza, az országos közutak térképes nyilvántartását szolgáló kira.kozut.hu adatbázisa szerint 54,921 kilométer.

## Története
A Kartográfiai Vállalat 1990-ben megjelentetett Magyarország autóatlasza teljes hosszában kiépített, portalanított útként tünteti fel.

## Települések az út mentén
- Mándok
- (Eperjeske)
- Tiszamogyorós
- Lónya
- Mátyus
- Tiszakerecseny
- Tiszaadony
- Tiszavid
- Tiszaszalka
- Vásárosnamény (Gergelyiugornya)
- Jánd
- (Hetefejércse)
- Gulács
- Tarpa